# Cometa IRAS-Araki-Alcock
O IRAS-Araki-Alcock é um cometa que, no ano de 1983, passou a uma distância de 5 milhões de quilômetros da Terra.